# Itame minata
Itame minata là một loài bướm đêm trong họ Geometridae.